# Tetanocera rotundicornis
Tetanocera rotundicornis är en tvåvingeart som beskrevs av Friedrich Hermann Loew 1861. Tetanocera rotundicornis ingår i släktet Tetanocera och familjen kärrflugor. Inga underarter finns listade i Catalogue of Life.